# کبا
کبا (به لاتین: Keba) یک منطقهٔ مسکونی در روسیه است که در استان آرخانگلسک واقع شده‌است.